# Universidad Sorbona
La Universidad Sorbona (en francés: Sorbonne Université; la Sorbonne: «la Sorbona») es una universidad pública de investigación ubicada en París, Francia. El legado de la institución se remonta a 1257, cuando Roberto de Sorbón estableció el Sorbonne College como una de las primeras universidades de Europa.
La Universidad de la Sorbona es considerada una de las universidades más prestigiosas de Europa y del mundo. Tiene una reputación de clase mundial en la academia y la industria; a partir de 2021, sus exalumnos y profesores han ganado 33 premios Nobel, seis medallas Fields y un premio Turing.
Conocida por su selectividad, la Universidad de la Sorbona es una de las universidades más solicitadas por estudiantes e investigadores de Francia, Europa y los países de habla francesa. En particular, Marie Curie, que vino de Polonia en 1891 y se unió a la facultad de ciencias de la Sorbona, también fue la primera mujer en convertirse en profesora en la Sorbona. Marie Curie y su esposo Pierre Curie son considerados los fundadores de la actual Facultad de Ciencias e Ingeniería de la Universidad de la Sorbona.
La actual universidad fue creada el 1 de enero de 2018 mediante la fusión de las Universidades de París-Sorbona (París-IV) y Pierre-et-Marie-Curie (París-VI). Se divide en tres facultades : la Facultad de Letras, la Facultad de Medicina y la Facultad de Ciencia y Tecnología. En 2019, había 55 600 estudiantes en la Sorbonne Université, de los cuales 10 200 eran estudiantes internacionales, y 6700 investigadores y profesores de investigación. El Clasificación mundial de universidades QS para 2021, que distingue a las mejores universidades del mundo, ubica a la Sorbonne Université en el puesto 97. Las clasificaciones de Shanghái sitúa a la Sorbonne Université como la 39.ª mejor universidad del mundo.
Tres universidades públicas y privadas francesas se encuentran asociadas con la Sorbona: INSEAD, Université Panthéon-Assas (Paris II), Université de technologie de Compiègne así como varios centros de investigación.